# Bacteroides fragilis
Bacteroides fragilis là một vi khuẩn kỵ khí bắt buộc, Gram âm, có hình que. Nó là một phần của hệ vi sinh vật bình thường của đại tràng người và nói chung là hội sinh, nhưng có thể gây nhiễm trùng nếu di chuyển vào máu hoặc mô xung quanh sau phẫu thuật, bệnh hoặc chấn thương.

## Dịch tễ học và sinh bệnh học
Nhóm B. fragilis là nhóm Bacteroidaceae được phân lập phổ biến nhất trong các bệnh nhiễm trùng kỵ khí, đặc biệt là những loài có nguồn gốc từ hệ vi sinh vật đường tiêu hóa. B. fragilis là sinh vật phổ biến nhất trong nhóm B. fragilis, chiếm từ 41% đến 78% các chủng phân lập của nhóm. Những sinh vật này kháng với penicillin nhờ vào việc sản xuất beta-lactamase và các yếu tố chưa biết khác.
Nhóm này trước đây được phân loại là phân loài của B. fragilis (nghĩa là B. f. ssp. fragilis, B. f. ssp. distasonis, B. f. ssp. ovatus, B. f. ssp. thetaiotaomicron, và B. f. ssp. vulgatus). Chúng đã được phân loại lại thành các loài khác nhau trên cơ sở các nghiên cứu tương đồng DNA. B. fragilis (trước đây gọi là B. f. ssp. Fragilis) thường được phục hồi từ máu, dịch màng phổi, màng bụng, vết thương và áp xe não.
Mặc dù nhóm B. sragilis là loài phổ biến nhất được tìm thấy trong các mẫu bệnh lâm sàng, nhưng đây là loại Bacteroides ít phổ biến nhất có trong hệ vi sinh vật trong phân, chỉ bao gồm 0,5% vi khuẩn có trong phân. Tác nhân gây bệnh của chúng một phần xuất phát từ khả năng sản xuất polysacarit dạng nang, có tác dụng bảo vệ chống thực bào  và kích thích sự hình thành áp xe.
B. fragilis có liên quan đến 90% nhiễm trùng phúc mạc kỵ khí. Nó cũng gây ra nhiễm khuẩn huyết  liên quan đến nhiễm trùng trong ổ bụng, viêm phúc mạc và áp xe sau khi vỡ nội tạng và áp xe dưới da hoặc bị bỏng gần hậu môn. Mặc dù nó là gram âm, nó có LPS thay đổi và không gây sốc nội độc tố.

## Điều trị
Nhìn chung, B. Fragilis nhạy cảm với metronidazole, carbapenems, tigecycline, beta-lactam/beta-lactamase kết hợp (ví dụ, Unasyn, Zosyn) và một số thuốc chống vi trùng nhất định của nhóm cephalosporin, bao gồm cả cefalinporin. Các vi khuẩn có tính kháng cao với penicillin. Sản xuất beta lactamase dường như là cơ chế chính của kháng kháng sinh ở B. fragilis. Clindamycin không còn được khuyến cáo là tác nhân hàng đầu đối với B. fragilis do kháng thuốc ở mức độ cao mới (> 30% trong một số báo cáo).

## Nghiên cứu môi trường
Vi khuẩn B. fragilis thường được sử dụng làm chất đánh dấu vật liệu phân người.